# Dundalk

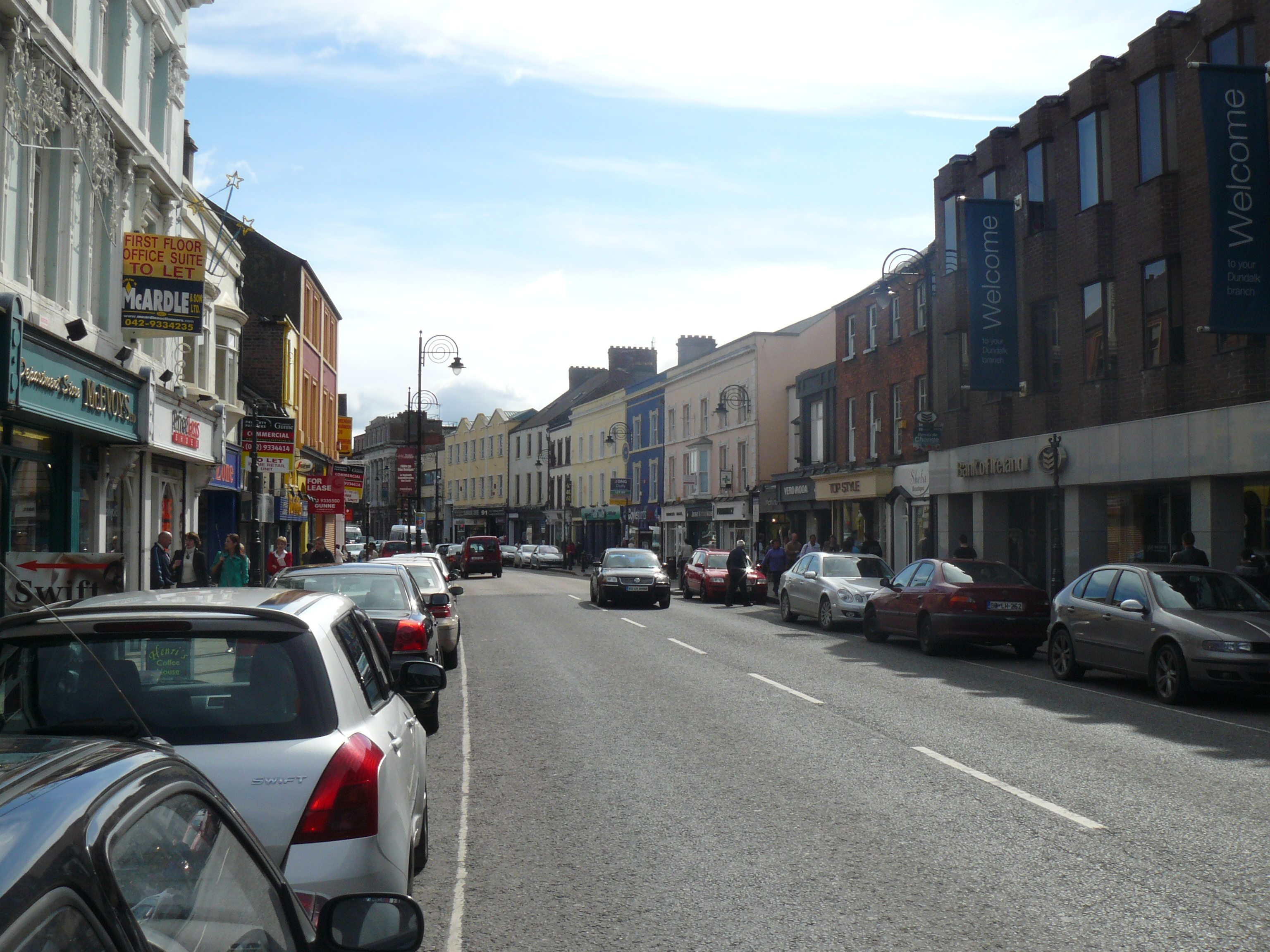
Clanbrassil street i Dundalk

Dundalk (iriska Dún Dealgan) är administrativt centrum i County Louth i Republiken Irland. Staden ligger i Leinster nära ostkusten av Irland, strax söder om gränsen till Nordirland. Huvudvägen mellan Dublin och Belfast, M1, går strax utanför staden. Staden har 39 004 invånare (2017)
och är den sjunde största i landet. Dundalk fick stadsrättigheter 1189. Staden ligger vid älven Castletown River där den är grund vilket möjliggjorde överfart innan broarna byggdes. Avståndet till huvudstaden Dublin är cirka 80 kilometer.
Stadens namn kommer från fortet Dún Dealgan som var hem för Dalga som associeras med en krigare Cúchulainn från gamla historier. Dunadalks vapensköld har skriften "Mé do rug Cú Chulainn Cróga" (Jag födde modiga Cú Chulainn).

## Historia
De första stenåldersfolken kom till Irland 3500 år före Kristus. Strax norr om Dundalk finns ett gammalt gravmonument, Proleek Dolmen, från denna tid.
Kelterna kom till Irland 500 år före Kristus efter att de befolkat stora delar av Europa. Stammen som bosatte sig i den norra delen av grevskapet Louth är kända som Conaille Muirtheimhne som tog namn efter sin hövding Conaill Carnagh som ledde "de röda knektarna från Ulster". Normanderna kom till Irland 1169 och erövrade stora områden. Två familjer byggde stora hus och stadsmurar och fort efter normandiskt mönster. Staden växte fram tack vare den goda geografiska belägenheten nära floden. Dundalk var också viktig som nordlig gräns mot den keltiska bosättningen i Ulster.
Dundalk grundades först som en landsstad utan murar där gatorna följde en gruskant. Under 1600-talet bestämde James Hamilton, förste jarl av Clanbrassil, gatumönstret som idag ses med ett stort centralt torg vid militäriska förläggningar och gator som förs dit. Under 1800-talet växte staden, fick flera järnvägsförbindelser till Dublin, Belfast, Derry och Greenore. Hamnen byggdes ut och ett kommunstyre etablerades.
Då Irland delades 1921 blev Dundalk gränsstad med passkontroll och tullstation för järnvägstransporten. Under de irländska borgarkrigen från 1922 till 1923 utkämpades flera strider i Dundalk.
Sedan Irland gick med i EU (1972) utsattes den lokala industrin för konkurrens vilket resulterade i hög arbetslöshet, som även under en tid var den högsta på Irland. Detta skapade mycket stor social oro som i sin tur resulterade i politisk extremism. Efter årtusenskiftet har industrin vuxit med flera nya fabriker och även utländska aktörer. 

## Utbildning

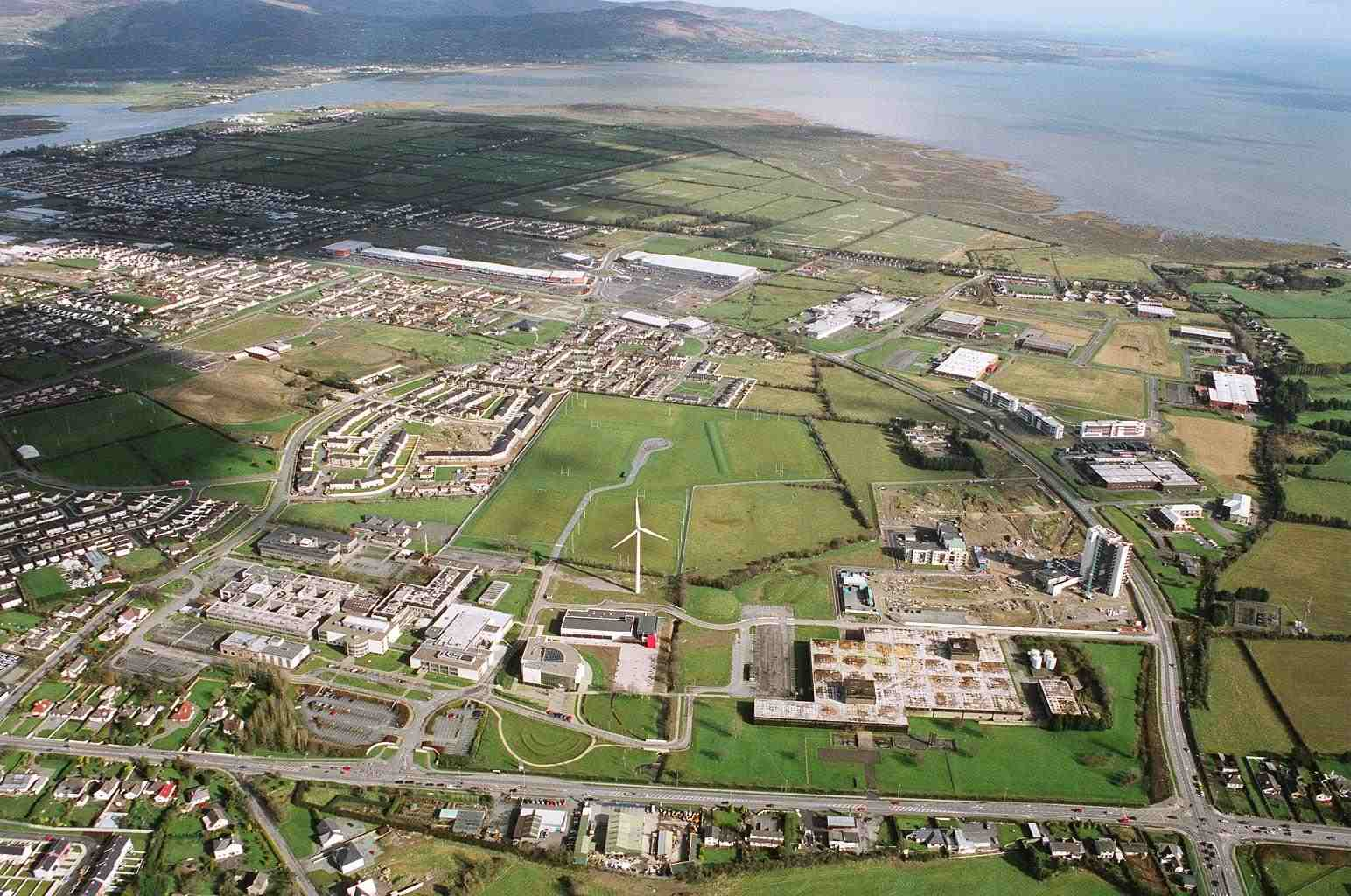
Utkanten av Dundalk med den tekniska högskolan från luften

Dundalk Institute of Technology (tekniska högskolan) är den viktigaste högre utbildningsinstitutionen i denna del av landet som erbjuder utbildning på bachelor och master-nivå.
Orkestern "Irlands gränsorkester", som grundades 1955, är en viktig ungdomsorkester med 160 unga musiker mellan 12 och 24 år från båda sidor av gränsen. Orkestern har gjort många konserter i Europa och Amerika.